# 克萊本斯維爾 (密西西比州)
克萊本斯維爾（英語：Claibornesville）是位於美國密西西比州亞祖縣的鬼鎮。

## 歷史
克萊本斯維爾的郵局於1837年設立，其後於1856年停運。

## 地理
克萊本斯維爾所處的海拔為高於海平面95米（即312英呎），而該地所採用的時區為UTC-6，即北美中部時區（CST）。同時該地設有夏令時間，為UTC-6調快一小時，即UTC-5（CDT）。